# Paweł Gawlik (powstaniec)
Paweł Gawlik (ur. 14 lutego 1895 r. w Tarnowskich Górach, zm. 5 lipca 1977 r.) – powstaniec śląski.

## Życiorys
Porucznik Paweł Walenty Gawlik przyszedł na świat 14 lutego 1895 roku w Tarnowskich Górach. W latach 1916–1917 pełnił służbę w niemieckiej armii, a w okresie 1920-1921 wziął udział w II i III powstaniu śląskim. Walczył w szeregach baonu tarnogórskiego pod dowództwem Stefana Gryca. Jego jednostka, znana jako Oddział Rept Śląskich, stoczyła zacięte bitwy w okolicach Dobrodzienia i Olesna. W 1939 roku brał udział w kampanii wrześniowej. Wrócił do Rept Śląskich 13 września, jednak tam został aresztowany przez Gestapo.
W trakcie II wojny światowej Paweł Gawlik pracował w kopalni Miechowice i kontynuował swoją pracę jako górnik po zakończeniu wojny. Był aktywnym członkiem Związku Powstańców Śląskich, Polskiego Związku Ziem Zachodnich, Związku Weteranów Powstań Śląskich oraz Związku Bojowników o Wolność i Demokrację. W uznaniu jego zasług został uhonorowany Śląskim Krzyżem Powstańczym, Krzyżem Kawalerskim Orderu Odrodzenia Polski oraz Brązowym Krzyżem Zasługi. Odszedł z tego świata 5 lipca 1977 roku.